# Benita Galeana
Benita Galeana Lacunza (San Jerónimo de Juárez, 10 de setembro de 1903 - Cidade de México, 17 de abril de 1995) foi uma escritora, feminista, sufragista, sindicalista e activista mexicana defensora dos direitos das mulheres e os direitos dos trabalhadores. Foi uma activa figura dos movimentos de justiça social em seu país durante a segunda metade do século XX.

## Vida e obra

### Primeiros anos
Perdeu a sua mãe à idade de dois anos. Seu pai faleceu antes de que ela cumprisse seis anos.
Militante do Partido Comunista Mexicano desde 1927 e do Partido Socialista Único de México depois da dissolução do primeiro, participou do activismo político tendente a estabelecer a jornada de oito horas de trabalho em seu país, além da instauração de um estatuto jurídico e um seguro social. Foi uma promotora do sindicalismo e dos movimentos grevistas emanado de diversos sectores.
Foi pioneira do movimento feminista socialista mexicano, e lutou pelo direito ao voto feminino, pelo direito ao aborto e pelo direito ao descanso materno —juntamente a Tina Modotti, Frida Kahlo e Adelina Zendejas, entre outras—, entre outras matérias; neste contexto, pertenceu ao grupo de mulheres e intelectuais que fundaram várias organizações em seu país, entre elas a Frente Única Pró-Direitos da Mulher: «seu trabalho ali converteu-a numa das activistas mais importantes na luta pela reivindicação da igualdade de direitos políticos».

### Obras
- Benita (novela, Extemporáneos, 1979).
- El peso mocho (conto, Extemporáneos, 1940, 1974, 1979).
- Actos vividos (póstumo).